# Christoph Gudermann
Christoph Gudermann, född 25 mars 1798, död 25 september 1852, var en tysk matematiker. Gudermann var son till en skollärare, en karriär även han skulle komma att ta. Efter studier i Göttingen under Carl Friedrich Gauss började han sin lärarkarriär i Kleve innan han flyttade till Münster. I Münster undervisade Gudermann i en kurs i elliptiska funktioner, som var den första av sitt slag. En av eleverna var Karl Weierstrass, som blev mycket influerad av kursen.
Hans forskning inom sfärisk geometri och speciella funktioner fokuserade mycket på specialfall, så hans arbete blev inte lika uppmärksammat som de arbeten som behandlade mer generella fall.